# وانغ تشن
وانغ تشن (بالصينية: 王晨) هو سياسي دانمركي وصيني، ولد في 1950 في بكين في الصين. حزبياً، نشط في الحزب الشيوعي الصيني.

## مناصب
- انتخب عضو مجلس الشعب الصيني  [لغات أخرى]‏ خلال فترته النيابية [الإنجليزية]‏.
- انتخب عضو في اللجنة الوطنية لجمهورية الصين الشعبية خلال فترته النيابية ‏.
- انتخب نائب رئيس اللجنة الدائمة للمجلس الوطني لنواب الشعب [الإنجليزية]‏ (14 مارس 2013 – ).
- انتخب عضو المكتب السياسي للحزب الشيوعي الصيني (25 أكتوبر 2017 – ).